# Vladimír Němeček (1914)
Vladimír Němeček (13. července 1914, Lomnice – 29. prosince 1987, Budišov) byl český lékař a regionální historik.

## Biografie
Vladimír Němeček se narodil v roce 1914 v Lomnici, odmaturoval na gymnáziu v Tišnově a následně pokračoval ve studiu na Lékařské fakultě Masarykovy univerzity v Brně. V roce 1935 přišel do Třebíče, kde nastoupil do nemocnice, tam působil do roku 1945, pak odešel do Křižanova, kde působil jako praktický lékař do roku 1954. Posléze odešel do Velkého Meziříčí, kde působil 30 let jako interní lékař. V roce 1963 se odstěhoval do Budišova, kde prožil zbytek života a také tam zemřel a na tamním hřbitově je pohřben.
Věnoval se regionální historii, je autorem mnoha medailonků osobností Velkého Meziříčí, věnoval se také historickým a vlastivědným pracím. Věnoval se také pracím z oblasti numismatiky, věnoval se také vlastivědným pracím z okolí Budišova.